# فرودگاه بارتر آیلند لرس
فرودگاه بارتر آیلند لرس (به انگلیسی: Barter Island LRRS Airport) یک فرودگاه همگانی و نظامی بهره‌برداری هوایی با کد یاتا BTI است که یک باند فرود شن دارد و طول باند آن ۱۴۶۹ متر است. این فرودگاه در کشور ایالات متحده آمریکا قرار دارد و در ارتفاع ۱ متری از سطح دریا واقع شده‌است.